# Ruben Spaargaren
Ruben Spaargaren (* 12. Juni 1999 in Aalsmeer) ist ein niederländischer Rollstuhltennisspieler.

## Karriere
Seit einer Rückenmarksblutung im Alter von zehn Jahren ist Ruben Spaargaren auf den Rollstuhl angewiesen, ein Jahr später begann er mit dem Rollstuhltennis. Er konnte im Einzel wie im Doppel mehrere internationale Turniere niedrigerer Kategorie gewinnen, dabei war er besonders auf Hartplatz erfolgreich. Auf diesem Belag konnte er auch den bisher größten Erfolg seiner Karriere erzielen. An der Seite von Maikel Scheffers zog 2023 er in das Finale der Australian Open ein. Die Niederländer mussten sich dort dem britischen Doppel Alfie Hewett und Gordon Reid in zwei Sätzen geschlagen geben.
Spaargaren nahm zweimal an Paralympischen Spielen teil. Bei den Spielen in Tokio 2021 erreichte er das Achtelfinale, im Doppel zusammen mit Carlos Anker sogar das Viertelfinale. 2024 in Paris erreichte er in beiden Wettbewerben das Viertelfinale. Im Einzel scheiterte er an dem späteren Silbermedaillengewinner Alfie Hewett, mit seinem Doppelpartner Maarten ter Hofte traf er erneut auf Hewett, der mit Gordon Reid Paralympicssieger wurde. 

## Leistungsbilanz bei den Grand-Slam-Turnieren

### Einzel
| Turnier         | 2022 | 2023 | 2024 | 2025 | Karriere |
| --------------- | ---- | ---- | ---- | ---- | -------- |
| Australian Open | –    | 1    | VF   | VF   | VF       |
| French Open     | –    | VF   | 1    | VF   | VF       |
| Wimbledon       | –    | VF   | 1    | VF   | VF       |
| US Open         | VF   | VF   |      |      | VF       |

### Doppel
| Turnier         | 2022 | 2023 | 2024 | 2025 | Karriere |
| --------------- | ---- | ---- | ---- | ---- | -------- |
| Australian Open | –    | F    | VF   | HF   | F        |
| French Open     | –    | VF   | VF   | VF   | VF       |
| Wimbledon       | –    | HF   | VF   | S    | S        |
| US Open         | VF   | VF   |      |      | VF       |

Zeichenerklärung: S = Turniersieg; F, HF, VF, AF = Einzug ins Finale / Halbfinale / Viertelfinale / Achtelfinale; 1, 2, 3 = Ausscheiden in der 1. / 2. / 3. Hauptrunde; nicht ausgetragen